# Trevenque
Der Trevenque [tre'βenke] ist ein 2079 m hoher Berg nahe der Stadt Granada.
Er liegt auf der Nordwestseite der Sierra Nevada. Die Besteigung des Dolomitbergs ist auf zwei Routen (von Westen und von Südosten) ohne technische Hilfsmittel möglich, wenn auch der letzte Anstieg jeweils sehr steil ist. Er ist selbst in den Wintermonaten in der Regel besteigbar. Vom Gipfel aus sieht man bei klarem Wetter alle westlichen Dreitausender der Sierra Nevada vom Pico del Veleta (3396 m) bis zum Cerro del Caballo (3013 m). In der unmittelbaren Umgebung des Bergs kann man häufig iberische Steinböcke beobachten. Auf Grund seiner Beliebtheit und seines herausragenden Profils wird der Trevenque auf Spanisch „el rey de la baja montaña“ bzw. „el rey de la media montaña“ genannt (auf Deutsch etwa „der König des Mittelgebirges“).